# Біг-Бер

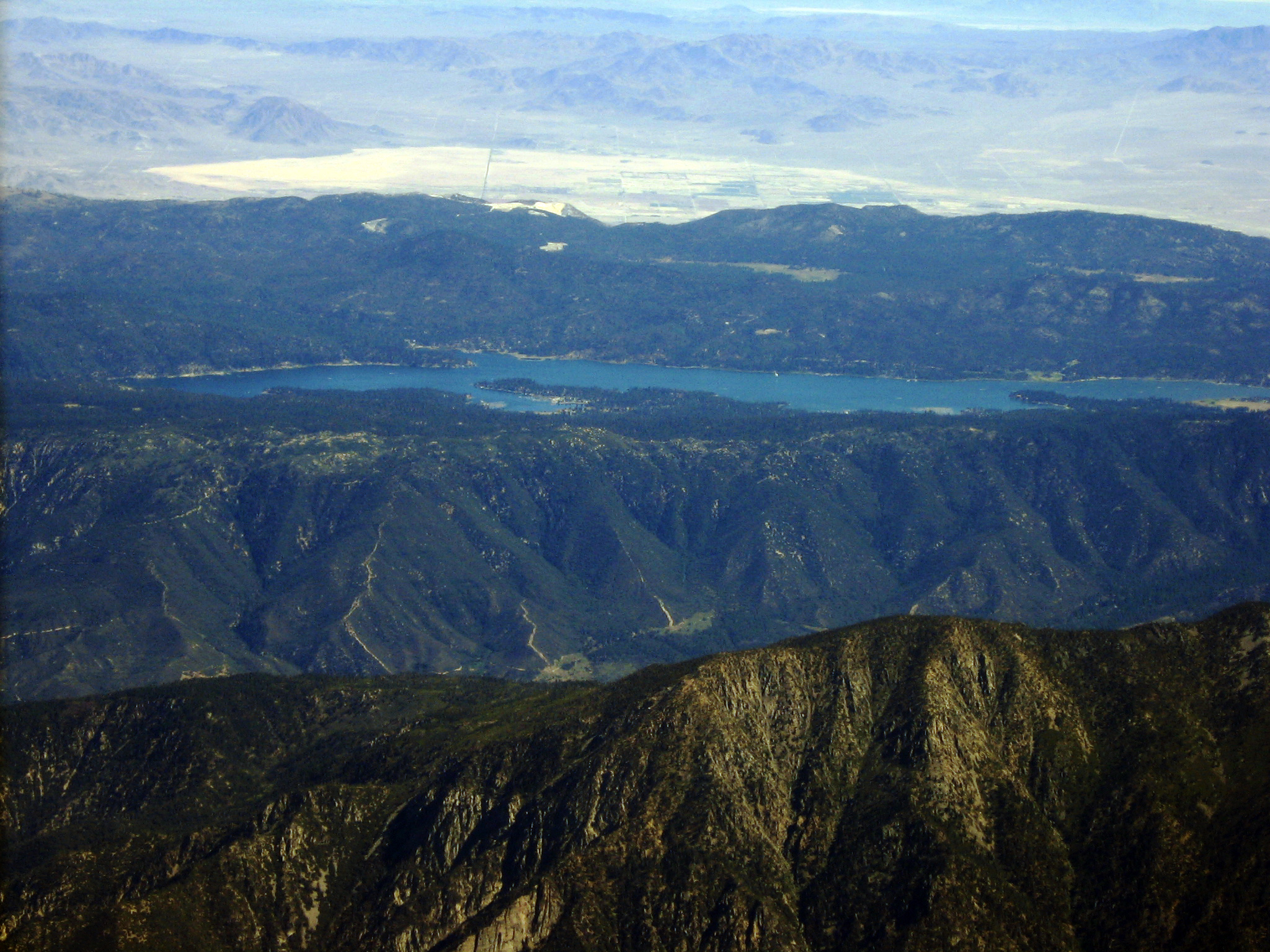
Озеро Біг-Бер в горах Сан-Бернардіно з сухим озером Люцерна, видимим в пустелі Мохаве, видно з літака на підльоті до Лос-Анджелеса

Біг-Бер (англ. Big Bear Lake — «Великий Ведмідь») — водосховище в західній частині Сполучених Штатів, в окрузі Сан-Бернардіно в штаті Каліфорнія.

## Історія
З 1883 по 1884 рік у горах Сан-Бернардіно була зведена гребля заввишки близько 18 метрів та завдовжки близько 90 метрів. Водосховище утворене в результаті будівництва водойми, та в той час був найбільшим водосховищем у світі. Воно використовувалося для зрошення сільськогосподарських угідь.
В 1911 році була побудована додаткова гребля заввишки понад 6 метрів, що дозволило збільшити обсяг води в три рази. В 1988 році гребля була посилена, щоб відповідати вимогам стійкості до землетрусів. На березі водосховища знаходиться однойменне місто.

## Інформація
Має висоту близько 24 метра і довжину близько 110 метрів.
Обсяг води становить 90 мільйонів кубометрів. Розмір водосховища становить 11 кілометрів × 4 кілометри. Максимальна глибина 22 метри. Розташоване на висоті 2059 метри над рівнем моря.

## Діяльність на озері
Озеро Big Bear представляє привабливу обстановку для багатьох видів відпочинку на природі, включаючи риболовлю (форель, блакитна риба, краппі та сом), прогулянки на човні та водні лижі. Через дуже холодну воду з наявністю підводних перешкод біля берегових ліній. Озеро патрулює BBMWD Lake Patrol.
Багато мешканців мають приватні причали. Муніципальний район Big Bear (спеціальний район штату Каліфорнія) забезпечує громадські заходи на східному та західному кінцях Північного берега. Місцеві жителі орендують різні спортивні та прогулянкові човни, а також займаються парасейлінгом.